# Tropidoderus childrenii
Tropidoderus childrenii är en insektsart som först beskrevs av Gray, G.R. 1833.  Tropidoderus childrenii ingår i släktet Tropidoderus och familjen Phasmatidae. Inga underarter finns listade i Catalogue of Life.